# Karmirgyugh (Askeran)
Karmirgyugh (in armeno Կարմիրգյուղ ?) o Gyzyloba (in azero Qızıloba) è una piccola comunità rurale del distretto di Xocalı in Azerbaigian, facente parte fino al 2023 della regione di Askeran nella repubblica di Artsakh (fino al 2017 denominata repubblica del Nagorno Karabakh).
Nel 2005 contava meno di duecento abitanti e sorge nella parte meridionale della regione lungo le pendici del monte Bovurkhan (1583 m).